# ولسوالی دهانه غوری
ولسوالی دهنه غوری (محلی: دندِ غوری) یکی از ۱۵ ولسوالی ولایت بغلان، به مرکزیت شهر دهنه غوری در شمال افغانستان است. دهنه غوری از ولسوالی‌های درجه دوم ولایت بغلان بوده، ۱۶۶۴ کیلومترمربع مساحت دارد و پنجمین ولسوالی بزرگ بغلان می‌باشد. این ولسوالی با ۶۷٬۷۹۶ نفر جمعیت در سال ۱۳۹۹، پنجمین ولسوالی پر چمعیت ولایت بغلان است.

## جغرافیا
ولسوالی دهنه غوری از غرب با ولایت سمنگان، از شمال شرق با ولسوالی پلخمری و از جنوب شرق با ولسوالی دوشی محدود می‌باشد. دهنه‌غوری مرکز این ولسوالی ۱۳۶ کیلومتر از شهر پلخمری فاصله دارد.
ولسوالی دهنه غوری از ولسوالی‌های سرسبز ولایت بغلان است که ۴۰ نفر در هر کیلومتر مربع آن زندگی می‌کنند. آب و هوای دهنه غوری معتدل و مرطوب است و متوسط دما ۱۶ درجه سانتی‌گراد است. گرم‌ترین ماه آن، ماه اسد با ۳۰ درجه سانتی‌گراد و سردترین ماه آن، ماه دلو با ۲- درجه سانتی‌گراد می‌باشد. میزان بارش به‌طور میانگین ۶۹۸ میلی‌متر در سال است. مرطوب‌ترین ماه آن، ماه حوت با ۱۹۷ میلی‌متر و خشک‌ترین ماه آن، ماه اسد با ۲ میلی‌متر بارندگی است.
| ژ                                                   | ف        | م        | آ        | م        | ژ       | ژ       | آ       | س       | اُ       | ن       | د       |
| ۴۴ ۴ ۸−                                             | ۱۹۷ ۶ ۵− | ۱۵۳ ۱۷ ۱ | ۱۳۰ ۲۶ ۸ | ۳۷ ۳۲ ۱۲ | ۸ ۳۹ ۱۷ | ۲ ۴۳ ۱۸ | ۶ ۴۲ ۱۹ | ۸ ۳۷ ۱۳ | ۲۹ ۲۸ ۸ | ۴۰ ۱۸ ۱ | ۴۳ ۷ ۳− |
| میانگین بالاترین و پایین‌ترین دما به مقیاس سانتیگراد |          |          |          |          |         |         |         |         |         |         |         |
| بارندگی به مقیاس میلی‌متر                            |          |          |          |          |         |         |         |         |         |         |         |
| منبع:                                               |          |          |          |          |         |         |         |         |         |         |         |

| مقیاس فارنهایت و اینچ                              | مقیاس فارنهایت و اینچ | مقیاس فارنهایت و اینچ | مقیاس فارنهایت و اینچ | مقیاس فارنهایت و اینچ | مقیاس فارنهایت و اینچ | مقیاس فارنهایت و اینچ | مقیاس فارنهایت و اینچ | مقیاس فارنهایت و اینچ | مقیاس فارنهایت و اینچ | مقیاس فارنهایت و اینچ | مقیاس فارنهایت و اینچ |
| -------------------------------------------------- | --------------------- | --------------------- | --------------------- | --------------------- | --------------------- | --------------------- | --------------------- | --------------------- | --------------------- | --------------------- | --------------------- |
| ژ                                                  | ف                     | م                     | آ                     | م                     | ژ                     | ژ                     | آ                     | س                     | اُ                     | ن                     | د                     |
| ۱٫۷ ۳۹۱۸                                           | ۷٫۸ ۴۳۲۳              | ۶ ۶۳۳۴                | ۵٫۱ ۷۹۴۶              | ۱٫۵ ۹۰۵۴              | ۰٫۳ ۱۰۲۶۳             | ۰٫۱ ۱۰۹۶۴             | ۰٫۲ ۱۰۸۶۶             | ۰٫۳ ۹۹۵۵              | ۱٫۱ ۸۲۴۶              | ۱٫۶ ۶۴۳۴              | ۱٫۷ ۴۵۲۷              |
| میانگین بالاترین و پایین‌ترین دما به مقیاس فارنهایت |                       |                       |                       |                       |                       |                       |                       |                       |                       |                       |                       |
| بارندگی به مقیاس اینچ                              |                       |                       |                       |                       |                       |                       |                       |                       |                       |                       |                       |

| ژ                                                   | ف        | م        | آ        | م        | ژ       | ژ       | آ       | س       | اُ       | ن       | د       |
| ۴۴ ۴ ۸−                                             | ۱۹۷ ۶ ۵− | ۱۵۳ ۱۷ ۱ | ۱۳۰ ۲۶ ۸ | ۳۷ ۳۲ ۱۲ | ۸ ۳۹ ۱۷ | ۲ ۴۳ ۱۸ | ۶ ۴۲ ۱۹ | ۸ ۳۷ ۱۳ | ۲۹ ۲۸ ۸ | ۴۰ ۱۸ ۱ | ۴۳ ۷ ۳− |
| میانگین بالاترین و پایین‌ترین دما به مقیاس سانتیگراد |          |          |          |          |         |         |         |         |         |         |         |
| بارندگی به مقیاس میلی‌متر                            |          |          |          |          |         |         |         |         |         |         |         |
| منبع:                                               |          |          |          |          |         |         |         |         |         |         |         |

| مقیاس فارنهایت و اینچ                              | مقیاس فارنهایت و اینچ | مقیاس فارنهایت و اینچ | مقیاس فارنهایت و اینچ | مقیاس فارنهایت و اینچ | مقیاس فارنهایت و اینچ | مقیاس فارنهایت و اینچ | مقیاس فارنهایت و اینچ | مقیاس فارنهایت و اینچ | مقیاس فارنهایت و اینچ | مقیاس فارنهایت و اینچ | مقیاس فارنهایت و اینچ |
| -------------------------------------------------- | --------------------- | --------------------- | --------------------- | --------------------- | --------------------- | --------------------- | --------------------- | --------------------- | --------------------- | --------------------- | --------------------- |
| ژ                                                  | ف                     | م                     | آ                     | م                     | ژ                     | ژ                     | آ                     | س                     | اُ                     | ن                     | د                     |
| ۱٫۷ ۳۹۱۸                                           | ۷٫۸ ۴۳۲۳              | ۶ ۶۳۳۴                | ۵٫۱ ۷۹۴۶              | ۱٫۵ ۹۰۵۴              | ۰٫۳ ۱۰۲۶۳             | ۰٫۱ ۱۰۹۶۴             | ۰٫۲ ۱۰۸۶۶             | ۰٫۳ ۹۹۵۵              | ۱٫۱ ۸۲۴۶              | ۱٫۶ ۶۴۳۴              | ۱٫۷ ۴۵۲۷              |
| میانگین بالاترین و پایین‌ترین دما به مقیاس فارنهایت |                       |                       |                       |                       |                       |                       |                       |                       |                       |                       |                       |
| بارندگی به مقیاس اینچ                              |                       |                       |                       |                       |                       |                       |                       |                       |                       |                       |                       |

## منبع‌ها
1. 1 2  «Baghlan A Socio-Economic and Demographic Profile» (PDF). صندوق جمعیت سازمان ملل متحد. اداره مرکزی آمار افغانستان. دریافت‌شده در ۱۲-۱۲-۱۳۹۰. تاریخ وارد شده در |تاریخ بازدید= را بررسی کنید (کمک)[پیوند مرده]
2. ↑  Ang kasarangang giiniton ۸ °C. Ang kinainitan nga bulan Hulyo, sa ۲۲ °C , ug ang kinabugnawan Enero, sa −۸ °C
3. ↑  Ang kasarangang pag-ulan ۷۵۳ milimetro matag tuig. Ang kinabasaan nga bulan Pebrero, sa ۱۷۷ milimetro nga ulan, ug ang kinaugahan Hulyo, sa ۳ milimetro.